# Kasza Róbert
Kasza Róbert (Budapest, 1986. április 5. –) világ- és Európa-bajnok magyar öttusázó.

## Sportpályafutása
Sportolóként a KSI torna szakosztályban kezdte, majd az egyesületen belül az öttusához pártolt.
2003-ban az ifjúsági négytusa-Európa-bajnokságon egyéniben nyolcadik, csapatban bronz-, váltóban ezüstérmes volt. Az ifjúsági vb-n negyedik helyezett volt csapatban. A következő évben a négytusa ifjúsági Eb-n egyéniben első, csapatban ötödik, váltóban második lett. A felnőtt ob-n hatodik helyen végzett. A junior világbajnokságon váltóban ötödikként zárt. Az ifjúsági négytusa-vb-n egyéniben 15., csapatban nyolcadik, váltóban 12. volt. 2005-ben a junior Eb-n egyéniben 28., váltóban aranyérmet szerzett. A junior vb-n egyéniben 15., csapatban és váltóban első lett. A következő évben a junior Európa-bajnokságon egyéniben második, csapatban negyedik lett. A junior vb-n egyéniben 27., váltóban ötödik helyen végzett. 2007-ben a junior Eb-n egyéniben első, csapatban ötödik, váltóban hatodik volt. A junior vb-n egyéniben ötödikként zárt. 2008-ban harmadik lett a felnőtt vb-n váltóban. Az Európa-bajnokságon egyéniben és váltóban harmadik, csapatban második volt. A szezon végén megnyerte a világkupa-döntőt.
2009 májusában részleges izomrost-szakadást szenvedett, emiatt kihagyta az Európa-bajnokságot. Júliusban bokaszalag-szakadást szenvedett, ennek következtében nem indulhatott a világbajnokságon. 2010-ben az Európa-bajnokságon egyéniben 21., csapatban ötödik, váltóban aranyérmes lett. A világbajnokságon egyéniben 15., csapatban harmadik, váltóban tizedik helyen végzett. 2011-ben megnyerte a vk-döntőt, amivel olimpiai kvótát szerzett. Az Európa-bajnokságon egyéniben 25., csapatban negyedik, váltóban aranyérmes volt. A világbajnokságon egyéniben ötödik, csapatban második, váltóban első volt. A 2012-es vb-n – térdműtétje után – egyéniben 29., csapatban negyedik volt. Az ob-n megszerezte első felnőtt egyéni magyar bajnoki címét. Az Európa-bajnokságon egyéniben és csapatban ezüstérmes lett.
2013-ban, Rio de Janeiróban a világkupa-versenyen a lovaglás során kulcscsonttörést szenvedett.
Magassága (180 cm), súlya (71 kg). Kiemelkedő eredményeit figyelembe véve 2005-től 2007-ig a Héraklész Bajnok program, majd 2007-től a Héraklész Csillag program tagja.
2015-ben a Skóciában rendezett öttusa-világbajnokságon kvótát szerzett a 2016-os olimpiai játékokra.
A 2016-os Európa-bajnokságon egyéniben 2., csapatban negyedik volt.
2017-ben katonai világbajnokságot nyert csapatban (Tomaschof, Marosi), második lett egyéniben és vegyes váltóban (Kovács S.).
A tokiói olimpián egyéniben a 26. helyen végzett.  A 2021-es katonai világbajnokságon egyéniben 15.,  csapatban (Bruckmann, Demeter) arany-, váltóban (Demeter) ezüstérmes volt. 2022 decemberében bejelentette a visszavonulását.

## Edzői
- Takács Péter (2000–) – vívás
- Kuttor Csaba (2012-)
- Schumacher Ákos – futás
- Balaska Zsolt – lovaglás
- Karácsony Gyula – lövészet
- Volt edzői:
  - Cornides Edit (1996–2012) – úszás
  - Barna Gyula (1992–1995)
  - Jámbor Gyöngyi, Takács Gyula, Kovács Tamás, Geleta Károly

## Díjai, elismerései
- Az év magyar öttusázója (2008, 2014, 2015,[7] 2016,[8] 2017,[9] 2019[10])
- A KSI SE legjobb férfi sportolója (2008, 2010, 2011)